# Leighton Baines
Leighton John Baines (født 11. december 1984) er en engelsk fodboldtræner, og tidligere fodboldspiller, som er træner for Evertons U/18-hold.

## Klubkarriere

### Wigan Athletic
Baines begyndte sin karriere hos Wigan Athletic, og fik sin professionelle debut med klubben i 2002. Han var i 2004-05 sæsonen med til at Wigan rykkede op i Premier League. 

### Everton
Baines skiftede i august 2007 til Everton. Han etablerede sig over de næste år som fast mand på holdet, på trods af han døjede med skadesproblemer. Han blev i 2010-11 sæsonen kåret som årets spiller i klubben. I 2011-12 sæsonen blev han inkluderet på årets hold i Premier League, og blev her den første Everton spiller til at blive inkluderet på årets hold siden Neville Southall i 1989-90 sæsonen.
Baines blev i 2012-13 sæsonen igen inkluderet på årets hold i Premier League og blev igen kåret som årets spiller i Everton. Han var i sæsonen den eneste spiller i Premier League til at spille samtlige minutter i alle kampe.
Den 12. januar 2015 lavede Baines sin 45. assist i Premier League, og blev hermed den forsvarsspiller med flest assists i Premier League nogensinde, da han slog Graeme Le Saux' rekord.
Han spillede for klubben frem til udgangen af 2019-20 sæsonen, hvor han annoncerede, at han stoppede spillerkarrieren.

## Landsholdskarriere

### Ungdomslandshold
Baines har repræsenteret England på U/21-niveau.

### Seniorlandshold
Baines debuterede for Englands landshold den 3. marts 2010.

## Trænerkarriere
Baines blev i september 2020 del af trænerstaben hos Evertons ungdomsakademi. Han blev i juli 2022 cheftræner for U/18-holdet.